# 條紋手躄魚
條紋手躄魚是輻鰭魚綱鮟鱇目躄魚亞目躄魚科的其中一種，為溫帶海水魚，分布於印度西太平洋區，包括莫三比克北部至南非、亞達伯拉群島、科羅摩群島、印尼、夏威夷群島等海域，棲息深度4-33公尺，體長可達7.5公分，棲息在岩海礁石區，為底棲性，生活習性不明。

## 扩展阅读
維基物種上的相關：條紋手躄魚